# Jamlitz

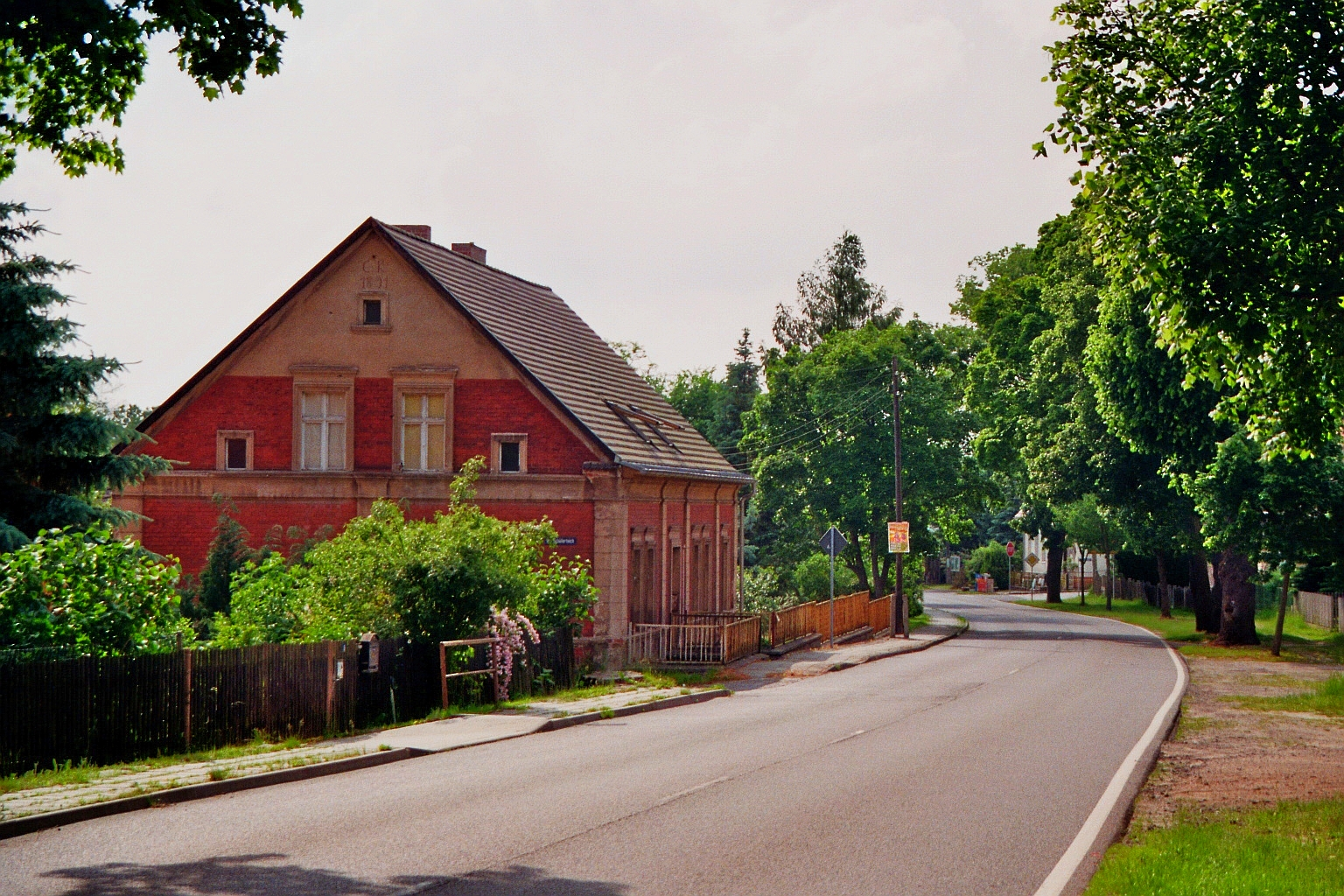
Jamlitz, Hauptstraße

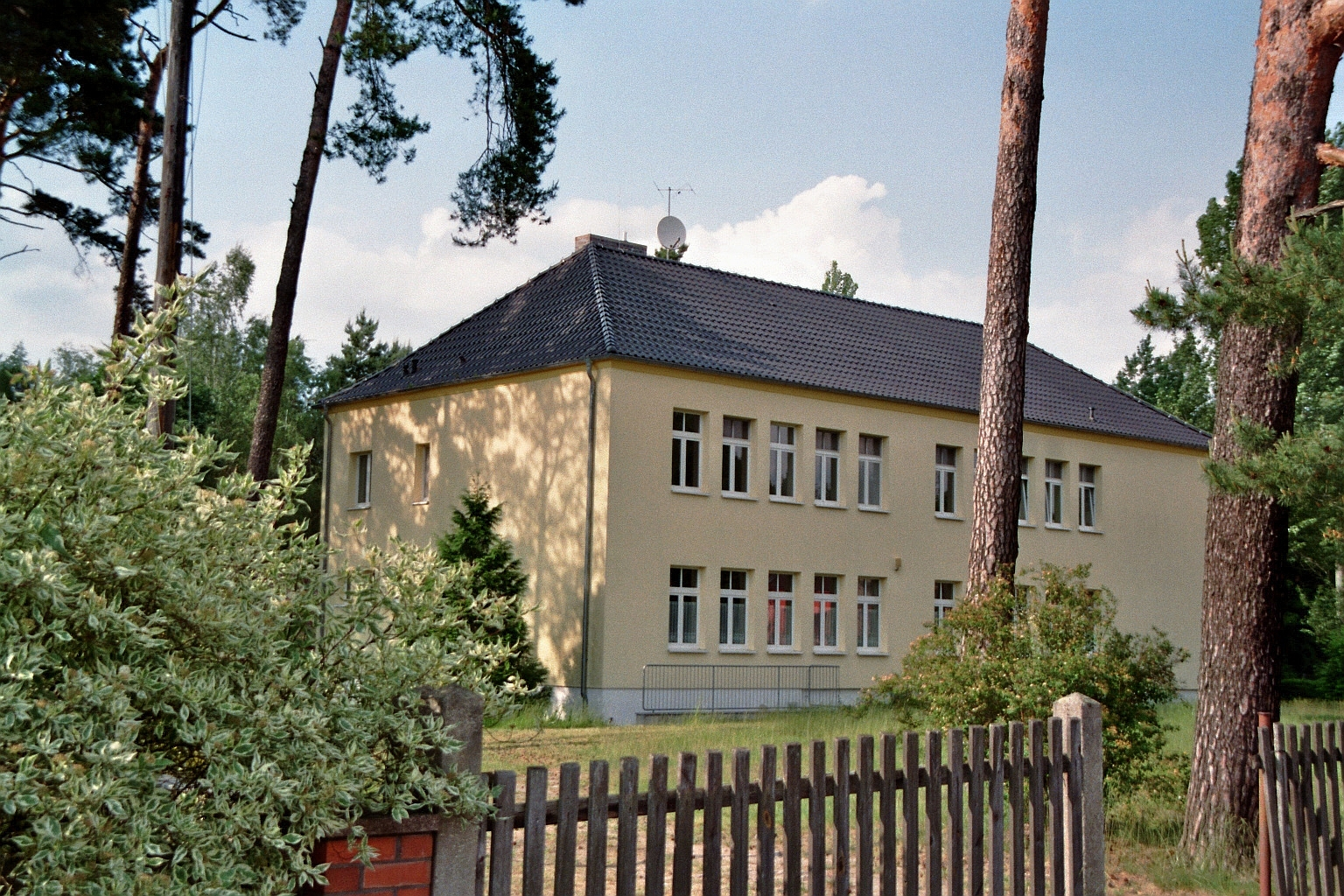
Dorfgemeinschaftshaus

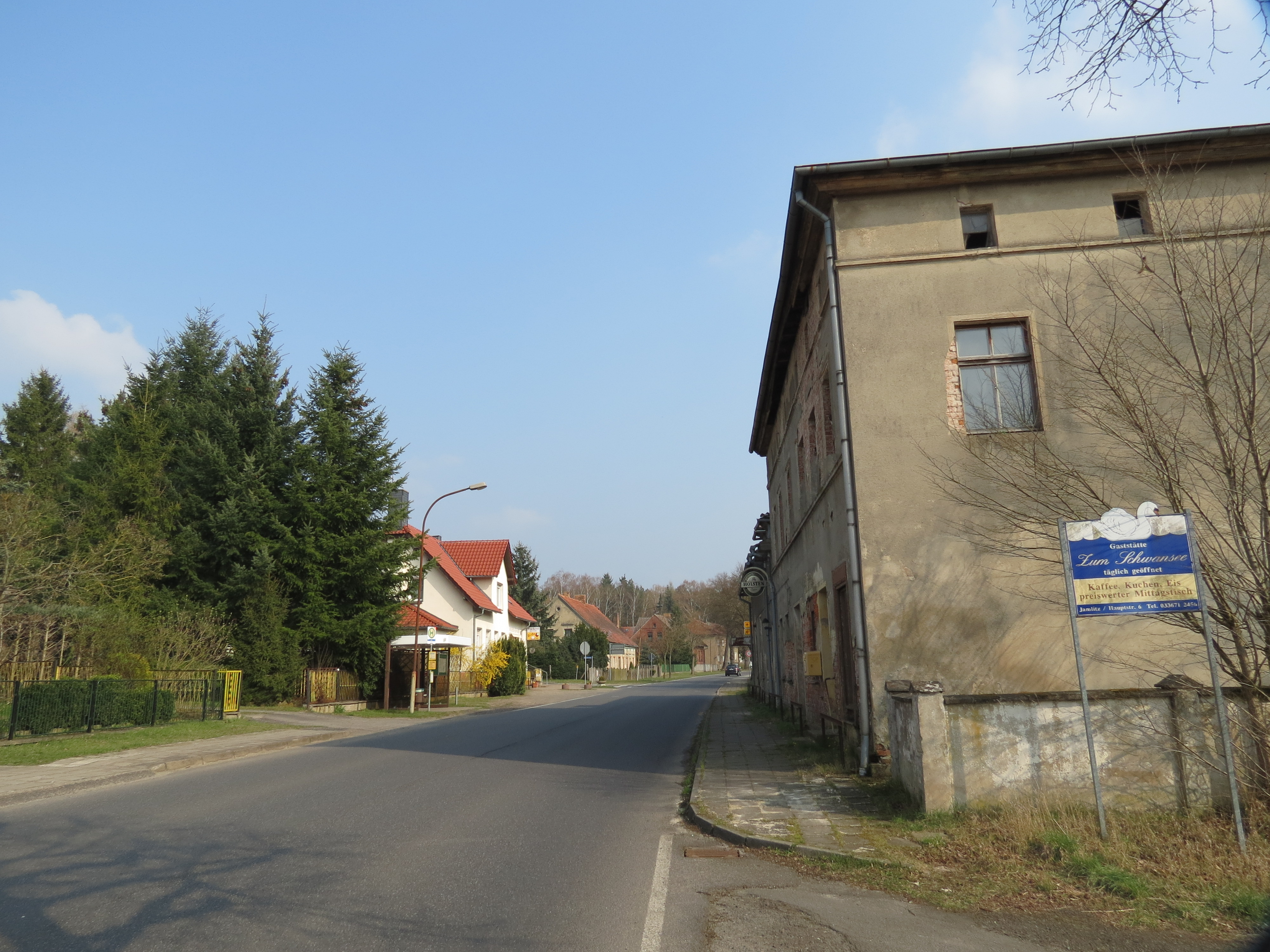
Hauptstraße beim Abzweig nach Leeskow

Jamlitz (niedersorbisch Jemjelnica) ist eine amtsangehörige Gemeinde im Landkreis Dahme-Spreewald in Brandenburg. Sie wird vom Amt Lieberose/Oberspreewald mit Sitz in der Gemeinde Straupitz (Spreewald) verwaltet.

## Geographie
Das Gebiet der Gemeinde Jamlitz liegt in der südöstlichen Ecke des Landkreises Dahme-Spreewald. Es grenzt im Westen an Goschen, im Nordwesten an Lieberose (beide Orte sind Ortsteile der Gemeinde Lieberose), im Norden und Nordosten an Weichensdorf, Groß Muckrow und Klein Muckrow (die drei genannten Orte sind Ortsteile der Stadt Friedland (Niederlausitz) im Landkreis Oder-Spree), im Osten und Südosten an Reicherskreuz und Staakow (beide Orte sind Ortsteile der Gemeinde Schenkendöbern im Landkreis Spree-Neiße) und im Süden und Südwesten an Blasdorf (Ortsteil von Lieberose) und den Kernort Lieberose selbst.
Auf dem Gemeindegebiet liegen der nördliche Teil des langgestreckten Schwansees, der Raduschsee sowie einige weitere sehr kleine, vermutlich natürliche Teiche und auch einige künstlich angestaute Teiche (wie z. B. die beiden Schneidemühlenteiche und der stark verlandende Schäferteich).

## Gemeindegliederung
Die Gemeinde gliedert sich laut ihrer Hauptsatzung in die Ortsteile Leeskow (niedersorbisch Łazk) und Ullersdorf (Kuša) sowie den bewohnten Gemeindeteil Mochlitz (Mochlice). Dazu kommen die Wohnplätze Fischerhaus und Glashütte auf der Gemarkung des Kernortes Jamlitz.

## Geschichte

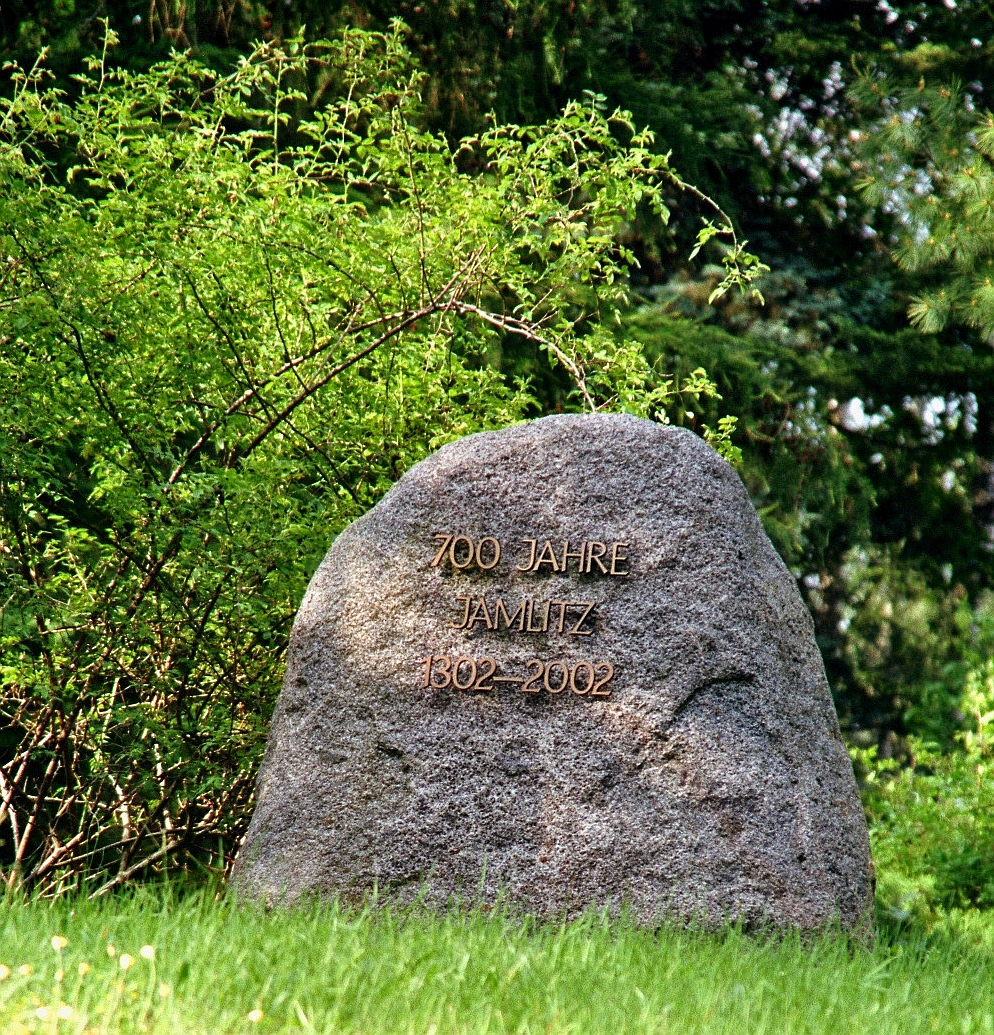
Erinnerungsstein zur 700-jährigen Ersterwähnung von Jamlitz

Der Ort wurde 1302 erstmals als Jemniz urkundlich erwähnt. Jamlitz ist als Siedlung an einer Grube oder Vertiefung zu übersetzen. In der frühen Neuzeit gehörte Jamlitz zu den sog. Lamsfeldschen Gütern, einer kleinen Adelsherrschaft, die um 1665 an die Herrschaft Lieberose angeschlossen wurde. Die ursprüngliche Dorfstruktur ist nach Lehmann unklar. Vermutlich war es ursprünglich ein Straßendorf, denn die damals wichtige Straßenverbindung von Lübben über Lieberose nach Guben, die heutige B 320, führte durch den Ort hindurch.

### Besitzgeschichte
1504/06 war Jamlitz im Besitz des Heinrich von der Zauche, der durch den Umstand in einer Urkunde festgehalten wurde, dass er „schelke(n)“, also Straßenräubern, in seinem Ort Unterschlupf gewährte. Am 13. März 1516 war Vladislav II. König von Böhmen und Ungarn und damit Landesherr der Niederlausitz gestorben. Nach diesem Wechsel in manu dominante belehnte der niederlausitzische Landvogt Heinrich Tunkel von Bernitzko am 30. März 1517 die drei Brüder Christoph, Friedrich und Georg von der Zauche mit ihren Lehngütern, nämlich Lamsfeld, Gemnitz, Staake, Geßirn, die Zins zum Bernbruch mit mühlen, weinbergen, das fließ zum Geßirn, die rohrend in dem Zwiele und um die Splaw und den Werder zwischen dem alten Geßern und Milow im Zwilo gelegen und im Zwilo und Wobinow mit 4 Kähnen und allem Gezeuge … frey zu fischen, das gut Groß-Lein und den Pusch die Nackopenge genannt, zwischen Leupchel und Glietz gelegen, auch die new mühle zwischen Golin und Brisck, das Georg Zauche von Hans Luckawen gekauft hat.
Georg von der Zauche hatte Groß Leine erst kurz zuvor erworben; denn 1506 war Hans von Luckowin noch im Besitz von Groß Leine. Da es sich bei der 1517 erfolgten Belehnung der drei Brüder von der Zauche um keine Neubelehnung nach Kauf oder nach Antritt von Erbe handelte, sondern um eine Wiederbelehnung, dürften die drei Brüder von der Zauche schon einige Jahre vorher im Besitz der beschriebenen Güter gewesen sein. In welchem Verwandtschaftsverhältnis der 1505/06 genannte Heinrich von der Zauche zu den drei 1517 belehnten Brüdern von der Zauche stand, ist nicht bekannt. Nach einem erneuten Wechsel in „manu dominante“, dem Tod des böhmisch-ungarischen Königs Ludwig II. in der Schlacht bei Mohács 1526, erhielten Friedrich und Georg von der Zauche am 17. Oktober 1527 einen neuen Lehnbrief über die oben genannten Güter. Christoph war in der Zwischenzeit wohl verstorben. Nach dem Tod Friedrichs erbte Georg schließlich auch noch dessen Teil und vereinigte den Zaucheschen Besitz in einer Hand.
Georg war ein rühriger Ritter. Von seinen Schwägern, den Brüdern Jacob und Dietrich von Köckeritz, kaufte er ein Calauer Freihaus mit Weinberg vor der Stadt, das Dorf Göritz (heute Ortsteil der Stadt Vetschau/Spreewald) und das halbe Dorf Bolschwitz (heute ein Ortsteil der Stadt Calau), die er jedoch bald darauf (1542/43) wieder veräußerte. Auch das Dorf Groß Leine verkaufte er nur wenig später an Friedrich d. Ä. von Streumen. Vermutlich brauchte er das Geld, um 1543 die Dörfer Plattkow (Ortsteil der Gemeinde Märkische Heide) und Wiese (Gemeindeteil im Ortsteil Schuhlen-Wiese der Gemeinde Märkische Heide) zu kaufen, die aber nicht an das Gut Lamsfeld angeschlossen wurden, sondern durch einen Vogt verwaltet wurden. Durch ihre Lage direkt an der Grenze zur Herrschaft Storkow brachten ihm diese Orte allerdings auch sehr viel Ärger, bedingt durch ständige Grenzstreitigkeiten mit den nördlichen Nachbarn, ein. Georg war mit einer Frau aus dem Geschlecht der von Kötteritz verheiratet, deren Vorname nicht bekannt ist. Sie war jedenfalls eine Schwester der obigen Brüdern Jacob und Dietrich von Köckeritz. Mit ihr hatte er sieben Töchter und einen Sohn, Christoph. Christoph war mit Anna von Wulfen verheiratet. Aus dieser Ehe gingen die zwei Söhne Hans und Abraham sowie vier Töchter hervor. Nur eine der Töchter ist namentlich bekannt, Anna war mit Jost von Schapelow auf Streumen verheiratet. Christoph von der Zauche starb am 4. November 1575; sein Figurengrabstein ist in der Kirche in Lieberose aufgestellt.
Am 15. September 1576 wurden seine Söhne Hans und der zu diesem Zeitpunkt noch minderjährige Abraham von der Zauche mit den väterlichen Gütern belehnt. Am 11. März 1582 verkauften sie Plattkow und Wiese an den kurbrandenburgischen Kämmerer Georg von Oppen, der damals Besitzer von Werder/Spree und Kossenblatt war. 1590 starb Abraham von der Zauche ohne Leibeserben und Hans wurde auch mit dem Anteil seines Bruders belehnt. Hans war zweimal verheiratet. Der Name seiner ersten Frau ist nicht bekannt, in zweiter Ehe war er mit Anna von Löben verheiratet. Wegen ihres Ehegeldes in Höhe von 1000 Talern erhielt sie 1605 die Dörfer Jessern und Jamlitz als Leibgedinge, was der damalige Landvogt Anshelm Freiherr von Promnitz am 1. April 1605 bestätigte. Als Hans von der Zauche am 22. April 1622 ohne männliche Lehenserben starb, fielen die Lamsfeldschen Güter einschließlich Jamlitz als erledigtes Lehen an den Landesherrn heim. Die einzige Tochter Dorothea heiratete Abraham von Mielen auf Weißack (Ortsteil der Gemeinde Heideblick), Gahro (Ortsteil der Gemeinde Crinitz) und Klein Beuchow. Am 1. Juni 1622 wies der böhmische König Matthias an, das aperte Lehen der Witwe des kurbrandenburgischen Geheimen Rats Reichard III. (oder Richard) von der Schulenberg, Marianne Hedwig geb. Burggräfin von Dohna und ihrem zweiten Mann David Heinrich Freiherr von Tschirnhaus einzuräumen.
Um diesen Vorgang zu verstehen, muss kurz auf die Vorgeschichte eingegangen werden. Der Vater des verstorbenen Richard, Joachim II. von der Schulenburg, hatte Kaiser Rudolf II. ein Darlehen von 10.000 Talern gegeben und dafür die Anwartschaft auf die Lamsfeldschen Güter erhalten. Joachim II. von der Schulenburg besaß zu diesem Zeitpunkt die Herrschaften Lieberose, Lübbenau und Neu Zauche und Straupitz sowie die Herrschaften Löcknitz und Penkun (heute in Mecklenburg-Vorpommern). Allerdings waren die Lamsfeldschen Güter mehr wert als 10.000 Taler, und so übernahm Richard III. auch die vom Kaiser dem böhmischen Kammerrat Niclas von Nostitz bewilligten 2000 Taler Gnadengeld. Richard III. verstarb am 25. Januar 1621 noch vor dem Anfall der Lamsfeldschen Güter.
Rudolf II. erfüllte sein Versprechen und übertrug die Lamsfeldschen Güter seiner Witwe und ihrem zweiten Mann. Erbe war freilich der zu diesem Zeitpunkt noch unmündige Sohn Richards III. Heinrich Joachim. Am 1. Oktober 1643 übertrug Marianne Hedwig Burggräfin von Dohna die Herrschaft Lieberose und die Lamsfeldschen Güter an ihren Sohn Heinrich Joachim von der Schulenburg. Am 21. Januar 1649 wandelte der sächsische Kurfürst Johann Georg I. das Mannlehen Lamsfeld in Allod und Erbgut um. Damit war auch die Vererbung und Belehnung in das weibliche Geschlecht möglich. Seit dieser Zeit blieben die Lamsfeldschen Güter mit der Herrschaft Lieberose verbunden.
1665 starb Heinrich Joachim ohne Leibeserben; sein Besitz ging nun an Achaz II. von der Schulenburg auf Beetzendorf in der Altmark. Auf Achaz II. († 1680) folgte nun Levin Joachim, der 1694 kinderlos starb. Nun erbte sein jüngster Bruder Hans Georg II. die Herrschaft Lieberose (und mit den Lamsfeldschen Gütern auch Jamlitz). Hans Georg II. starb 1715 und ihm folgte sein Sohn Anton nach. Seine Ehe mit der Marquise le Roy de Valanglart blieb kinderlos. Er vermachte die Allodialgüter (die Herrschaft Groß Leuthen) den Kindern seiner Schwester Sofie Henriette verh. Gräfin von Podewils. Die Herrschaft Lieberose mit diversen verbundenen Gütern (darunter auch die Lamsfeldschen Güter mit Jamlitz) verblieb der Familie von der Schulenburg. Hier folgte Johann Heinrich von der Schulenburg nach, dessen Ehe mit Friederike Luise Gräfin Knut jedoch ohne Nachkommen blieb.
Die Herrschaft Lieberose mit den angeschlossenen Gütern erbte nun Dietrich Ernst Otto Albrecht von der Schulenburg, ein Sohn des Achaz Albrecht Ludwig und jüngsten Bruder von Johann Heinrich. Dietrich Ernst Otto Albrecht von der Schulenburg (1756–1831) verkaufte 1806 die Herrschaft an seinen jüngeren Bruder Friedrich Ferdinand Bernhard Achaz (1772–1847). Auf ihn folgte sein Sohn Friedrich Albrecht (1801–1869). Ihm folgte sein Sohn Dietrich Friedrich Joachim Graf von der Schulenburg (1849–1911). Nach dessen Tod ging die Herrschaft Lieberose aber nicht an seine Töchter, sondern an seinen jüngeren Bruder Otto. 1943 wurden große den Schulenburgs gehörige Forstflächen enteignet, um einen Truppenübungsplatz (SS-Truppenübungsplatz Kurmark) anzulegen. Letzte Besitzer der Herrschaft Lieberose waren der 1945 gestorbene Graf Otto und sein Sohn Graf Albrecht Friedrich von der Schulenburg.

### Dorfgeschichte
Im Jahre 1708 war nur ein Bauer, ein Kossät und ein Büdner in Jamlitz ansässig. 1718 hatte das Dorf eine Schatzung von 650 fl. 1723 wohnten in Jamlitz nur zwei Untertanen, fünf weitere sollten angesetzt werden. Im Schmettauschen Kartenwerk besteht Jamlitz aus dem Gut, der östlich davon gelegenen Schäferei und der Jamlitzer Mühle (südöstlich des Ortskerns). Der Schäferteich ist als Jamlitzer See bezeichnet. 1809 bestand die Dorfbevölkerung aus zwei Ganzbauern und zehn Häusler- oder Büdnerfamilien. Im 17./18. Jahrhundert wurde bei Jamlitz noch Weinbau betrieben.
In der Topographisch-statistischen Uebersicht des Regierungsbezirks Frankfurth a. d. O. von 1820 wird Jamlitz als Dorf und Vorwerk beschrieben. In 18 Feuerstellen (Häusern) lebten 138 Personen. 1827 wurden die Dienste, Prästationen und Servitute der Ortschaften Sykadel (Siegadel), Niewisch, Möllen, Schadow und Jamlitz abgelöst. Nach der Topographisch-statistische Uebersicht des Regierungs-Bezirks Frankfurt a. d. O. von 1844 (Stand etwa 1841) als Dorf mit einem Vorwerk, einem Teerofen und zwei Fischerhäusern beschrieben. Eines der Fischerhäuser lag am Schwansee, das andere am Radduschsee. In 27 Häusern wohnten 203 Menschen. Im Urmesstischblatt von 1845 sind bereits drei Mühlen verzeichnet, eine Sägemühle nördlich des Ortskerns, die Neue Mühle nordwestlich des Ortskerns an der Straße nach Lieberose und eine Mühle südöstlich des Ortskerns am Blasdorfer Graben. 1856 wurde die Elisabethhütte gegründet.

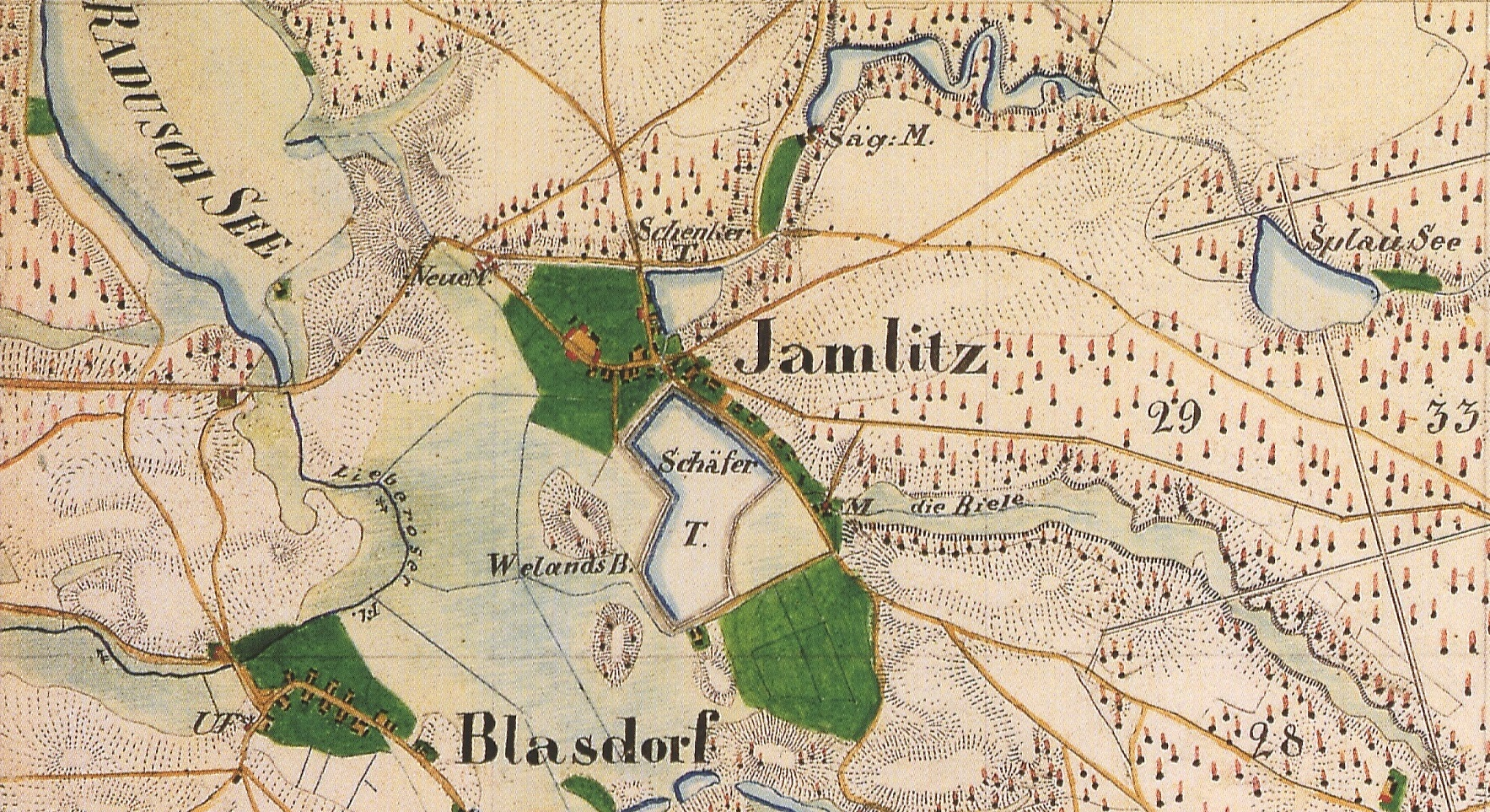
Jamlitz auf dem Urmesstischblatt von 1845

Im Topographisch-statistischen Handbuch des Regierungs-Bezirks Frankfurt a. O. von 1867 wird das Dorf wie folgt beschrieben (Stand 1864): Dorf mit 1 Schäferei und 1 Vorwerke in der Nähe des Dorfes, 3 Wassermühlen und 1 Fischerhause am Radusch-See und 3 ausgebauten Gehöften zur Standesherrschaft Lieberose. Der Ort hatte 28 Wohngebäude und 258 Einwohner. Südöstlich davon lag die Siedlung Elisabethhütte, eine Glashütte mit 4 Wohngebäuden und 155 Einwohnern. 1869 hatte der Gemeindebezirk eine Größe von 1236 Morgen, der Gutsbezirk eine Größe von 977 Morgen. Für 1900 gibt Lehmann 315 ha für den Gemeindebezirk und 743 ha für den Gutsbezirk an.
1876 wurde die Bahnstrecke Cottbus–Frankfurt (Oder) fertiggestellt. Jamlitz erhielt einen Bahnhof östlich des Ortskerns, der jedoch nach der benachbarten Stadt Lieberose benannt wurde. 1898 wurde die Spreewaldbahn gebaut; sie endete am Bahnhof Lieberose. Der Haltepunkt Jamlitz dieser Bahnstrecke lag nördlich des Ortskerns.

### Politische und kommunale Geschichte
Mit der Schaffung der Gemeinde- und Gutsbezirke im Rahmen der Preußischen Reformen 1807 wurde Jamlitz eine selbständige Gemeinde, die im Verhältnis zum Gutsbezirk (743 ha) mit 315 ha recht klein war. 1848 wurde die Patrimonialgerichtsbarkeit im Gemeindebezirk abgeschafft. Gemeindebezirk und Gutsbezirk Leeskow wurden schließlich 1929 zur Landgemeinde Jamlitz vereinigt. Mochlitz wurde am 1. Juli 1970 eingemeindet. Leeskow und Ullersdorf wurden zum 26. Oktober 2003 nach Jamlitz eingegliedert. Seither sind Leeskow und Ullersdorf Ortsteile der Gemeinde Jamlitz mit jeweils eigenem Ortsbeirat und Ortsvorsteher. Mochlitz ist dagegen nur Gemeindeteil und somit ohne eigene Vertretung.
Jamlitz gehörte in sächsischer Zeit (vor 1815) zum Krummspreeischen Kreis der Niederlausitz, der nach dem Übergang an Preußen 1815 in Kreis Lübben umbenannt wurde. In der Kreisreform von 1952, in der der Kreis Lübben neu zugeschnitten und verkleinert wurde, kam Jamlitz zum neu geschaffenen Kreis Beeskow. In der Kreisreform von 1993 im Land Brandenburg wurden schließlich die Kreise Königs Wusterhausen, Lübben und Luckau zum Landkreis Dahme-Spreewald vereinigt. Dagegen ging der Kreis Beeskow im Landkreis Oder-Spree auf. Jamlitz wurde jedoch dem neuen Landkreis Dahme-Spreewald zugewiesen. Im Zuge der Verwaltungsreform von 1992 im Land Brandenburg bildete Jamlitz zusammen mit 13 anderen Gemeinden und der Stadt Lieberose die Verwaltungsgemeinschaft Amt Lieberose. Das Amt Lieberose wurde 2003 mit dem Amt Oberspreewald zum Amt Lieberose/Oberspreewald fusioniert. Seither ist Jamlitz eine von acht Gemeinden der Verwaltungsgemeinschaft Amt Lieberose/Oberspreewald.
Am 1. Juli 1950 wurde die bis dahin eigenständige Gemeinde Mochlitz eingegliedert. Die heutige (Groß-)Gemeinde Jamlitz entstand durch die Eingemeindung der früher selbstständigen Gemeinde Mochlitz (1970) sowie der Eingliederung der früher ebenfalls selbstständigen Gemeinden Leeskow und Ullersdorf (2003).

### Kirchliche Geschichte
Jamlitz hat keine eigene Kirche, sondern war in die Landkirche in Lieberose eingepfarrt. Heute gehört Jamlitz zur Evangelischen Kirchengemeinde Lieberose und Land des Evangelischen Kirchenkreises Oderland-Spree in der Evangelischen Kirche Berlin-Brandenburg-schlesische Oberlausitz.

### Glashütte Elisabethhütte
1854 wurde südöstlich des Ortskerns die Glashütte Elisabethhütte gegründet. 1907 wurden in der Glashütte in zwei Glasöfen 20 offene Häfen betrieben, davon war ein Reserveofen mit 10 Häfen. Sie arbeitete nach dem System Siemens und Siebert. In den Öfen wurde böhmische Braunkohle verheizt. Insgesamt arbeiteten in der Glashütte und den zwei Schleifereien 75 Arbeiter. Die Glashütte stellte gewöhnliches, weißes und halbweißes Hohlglas her. Ihre Spezialität waren Flaschen und Batteriegläser. 1909 ging die Glashütte von Ernst Martin auf Werner Martin über.

### KZ Lieberose und Speziallager Jamlitz des NKWD

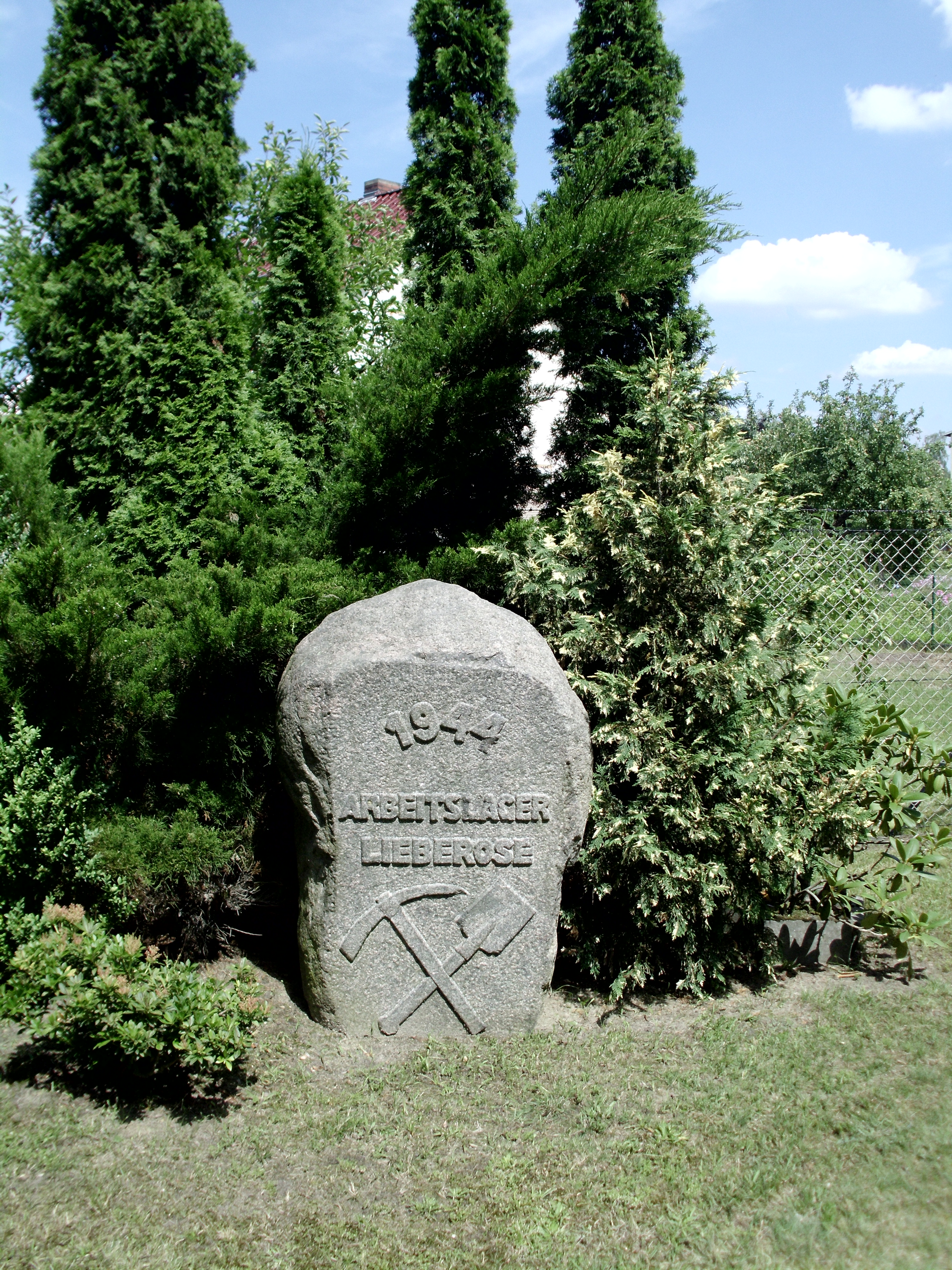
Stein am Lagereingang des KZ-Außenlagers Lieberose in Jamlitz

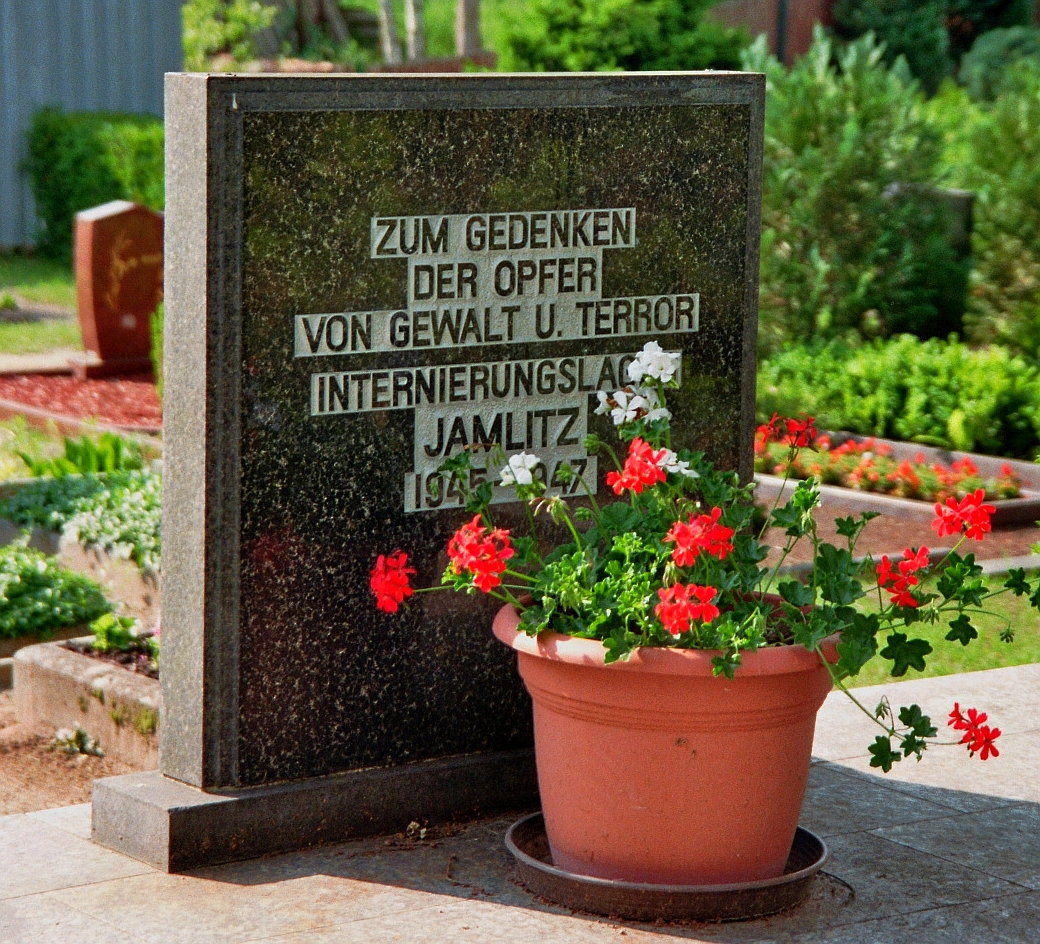
Gedenkstein für die Opfer des sowjetischen Speziallagers auf dem Friedhof Jamlitz

Unter nationalsozialistischer Herrschaft befand sich in der Nähe des Jamlitzer Bahnhofs das KZ-Außenlager Lieberose des KZ Sachsenhausen.
Nach dem Krieg wurde es von September 1945 bis April 1947 als Speziallager Jamlitz weitergenutzt: Die sowjetische Besatzungsmacht hielt hier insgesamt über 10.000 Deutsche ohne Urteil fest, darunter viele Jugendliche und willkürlich Verhaftete. Nach russischen Angaben starben 3.400 namentlich bekannte Häftlinge an Hunger und den Folgeerkrankungen der Lagerhaft.
Heute befindet sich am Stadtrand von Lieberose eine Gedenkstätte, die an das Leiden der Menschen im KZ-Außenlager „Liro“ erinnert. In Jamlitz selbst, an der Stelle, wo sich die beiden Lager einst befanden, gibt es eine Dokumentationsstätte zum Konzentrationslager Lieberose der SS und zum Speziallager Jamlitz des NKWD.
Am 22. April 2009 begann in Jamlitz eine großangelegte Suche nach einem vermuteten Massengrab mit mindestens 750 Opfern zweier Massenerschießungen Anfang Februar 1945.

## Bevölkerungsentwicklung
| Jahr | Einwohner |
| ---- | --------- |
| 1818 | 150       |
| 1846 | 210       |
| 1875 | 508       |
| 1890 | 442       |
| 1910 | 421       |
| 1925 | 471       |
| 1933 | 411       |
| 1939 | 377       |

| Jahr | Einwohner |
| ---- | --------- |
| 1946 | 856       |
| 1950 | 935       |
| 1964 | 722       |
| 1971 | 709       |
| 1981 | 582       |
| 1985 | 555       |

| Jahr | Einwohner |
| ---- | --------- |
| 1990 | 495       |
| 1995 | 464       |
| 2000 | 436       |
| 2005 | 617       |
| 2010 | 598       |
| 2015 | 534       |

| Jahr | Einwohner |
| ---- | --------- |
| 2020 | 512       |
| 2021 | 506       |
| 2022 | 507       |
| 2023 | 508       |
| 2024 | 495       |

Gebietsstand des jeweiligen Jahres, Einwohnerzahl: Stand 31. Dezember (ab 1991), ab 2011 auf Basis des Zensus 2011, ab 2022 auf Basis des Zensus 2022
Der deutliche Bevölkerungszuwachs 2005 ist auf die Eingliederung der Gemeinden Leeskow und Ullersdorf im Jahr 2003 zurückzuführen.

## Politik

### Gemeindevertretung
Die Gemeindevertretung von Jamlitz besteht aus acht Gemeindevertretern und dem ehrenamtlichen Bürgermeister. Die Kommunalwahl am 9. Juni 2024 führte bei einer Wahlbeteiligung von 71,3 % zu folgendem Ergebnis:
| Einzelbewerber                   | Stimmenanteil | Sitze |
| -------------------------------- | ------------- | ----- |
| Einzelbewerber Hans-Joachim Wolf | 24,1 %        | 1     |
| Einzelbewerber Reinhard Lanzky   | 17,7 %        | 1     |
| Einzelbewerberin Petra Schaar    | 17,2 %        | 1     |
| Einzelbewerberin Diana Grunemann | 14,1 %        | 1     |
| Einzelbewerber Jens Domann       | 13,7 %        | 1     |
| Einzelbewerber Detlef Bromm      | 13,1 %        | 1     |

Die Stimmenanteile der Einzelbewerber Hans-Joachim Wolf und Reinhard Lanzky entsprechen jeweils zwei Sitzen. Daher bleiben nach § 48 (6) des Brandenburgischen Kommunalwahlgesetzes zwei Sitze in der Gemeindevertretung unbesetzt.

### Bürgermeister
- 1998–2003: Wolfgang Pfeiffer[24]
- 2003–2024: Wilfried Götze[25]
- seit 2024: Etienne Schölzke

Zur Bürgermeisterwahl am 9. Juni 2024 fand sich kein Bewerber für das Amt. Entsprechend § 72 (5) des Brandenburgischen Kommunalwahlgesetzes wählte die Gemeindevertretung in ihrer konstituierenden Sitzung am 15. Juli 2024 Etienne Schölzke für den Rest der Wahlperiode von fünf Jahren zum ehrenamtlichen Bürgermeister.

## Sehenswürdigkeiten
In der Liste der Baudenkmale in Jamlitz und in der Liste der Bodendenkmale in Jamlitz stehen die in der Denkmalliste des Landes Brandenburgs eingetragenen Boden- und Baudenkmale.

### Bodendenkmale
Die gelisteten Bodendenkmale:
- Nr. 12251 Flur 1: der Dorfkern der Neuzeit, der Dorfkern des deutschen Mittelalter
- Nr. 12281 Flur 1: Konzentrationsaußenlager Neuzeit, Gefangenenlager Neuzeit

### Baudenkmale
Die in Jamlitz ausgewiesenen Baudenkmale:
- Nr. 09140744: Gedenkhain mit Kriegerdenkmal und drei Eingangspfeilern
- Nr. 09140375: Grabstätte des Kunstmalers Walter Kühne, auf dem Friedhof
- Nr. 09140528: Bahnhof Jamlitz, bestehend aus Bahnhofsempfangsgebäude, Güterschuppen, Wirtschaftsgebäude, Wasserturm, zwei Wasserkränen, der Rampe sowie dem erhaltenen Bahnsteig an den Gebäuden und den teilweise kopfsteingepflasterten Erschließungswegen
- Nr. 09140378: Hauptstraße 5, Fachwerkhaus (Teil des ehemaligen Vorwerks)

## Wirtschaft und Infrastruktur
Im nordöstlichen Teil des Gemeindegebietes befindet sich ein großes Kasernengelände der Bundeswehr, dessen größerer Teil auf dem Gebiet der Stadt Friedland und damit bereits im Landkreis Oder-Spree liegt.
Verkehr
Durch das Gemeindegebiet führen die B 320 zwischen Lieberose und Guben, von der im Kernort Jamlitz die Landesstraße 452 nach Leeskow abzweigt. Ullersdorf ist nur durch einen Umweg über Lieberose zu erreichen. Auch Mochlitz ist nicht direkt vom Kernort Jamlitz erreichbar. Die in den Ort führende K6103 zweigt nördlich von Lieberose in Richtung Osten von der B 168 ab.

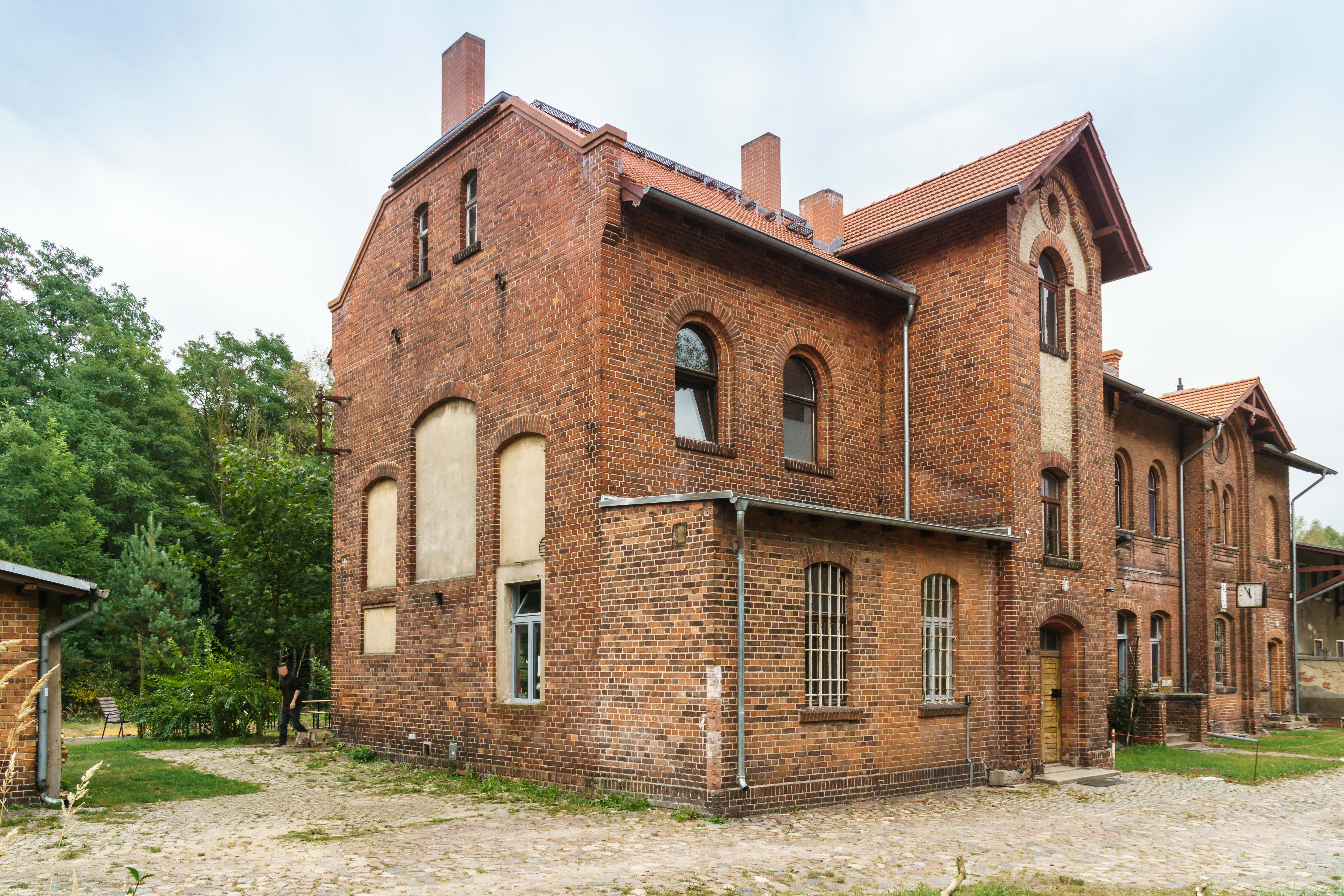
Empfangsgebäude in Jamlitz

Im östlichen Teil des Gemeindegebiets verläuft die Bahnstrecke Cottbus–Frankfurt (Oder), die heute nur noch zu einem kleinen Teil in Betrieb ist. Das Teilstück zwischen Grunow und Peitz, das das Gemeindegebiet berührt, wurde 1996 stillgelegt. Einen Bahnhof gab es nur im Kernort Jamlitz, einen Haltepunkt in Ullersdorf.

## Persönlichkeiten
- Emil Girbig (1866–1933), Glasarbeiter, Gewerkschafter und Politiker (SPD), Mitglied der Weimarer Nationalversammlung und des Reichstags, geboren in Elisabethhütte bei Jamlitz
- Balthasar Lippisch (1920–1995), Grafiker, Aquarellist, geboren in Jamlitz[28]
- Hannes Forster (* 1955), Installationskünstler, lebt in Jamlitz
- Frank Lehmann (* 1959), Fußballspieler, spielte in der Jugend für BSG Traktor Jamlitz
- Michael Müller (* 1962), Forstwissenschaftler, besuchte die Schule in Jamlitz

Zwischen 1905 und 1964 lebten folgende Künstler zeitweise in Jamlitz:
- Johanna Brinkhaus (um 1890–1941), Kunstgewerblerin, lebte 1916 bis um 1935 in Jamlitz
- Bianca Commichau-Lippisch (1890–1968), Landschafts- und Porträtmalerin, Tochter von Franz Lippisch, lebte 1920–1921 und 1941–1964 in Jamlitz, dazwischen in Straupitz
- Johanna Feuereisen-Oeltjen (1873–1947), Malerin, lebte 1916 bis in die 1920er Jahre in Jamlitz, dann bis in die 1930er Jahre im nahegelegenen Schloss Lieberose
- Rudolf Grunemann (1906–1981), Maler, Grafiker, Illustrator und Holzschneider, lebte um 1940 bis um 1954 in Jamlitz
- Kurt Herbst (1922–2018), Maler, lebte 1948–1953 in Jamlitz
- Walter Kühne (1875–1956), Maler, lebte 1905–1956 in Jamlitz, ab 1923 Hauptwohnsitz in Jamlitz
- Franz Lippisch (1859–1941), Maler und Buchgrafiker, lebte 1915–1941 in Jamlitz
- Alexander Lippisch (1894–1976), Flugzeugkonstrukteur, Sohn von Franz Lippisch, lebte 1918–1921 in Jamlitz
- Dorothea Lippisch-Ansorge, Malerin, Schwiegertochter von Franz Lippisch, Ehe mit dem Wirtschaftsjournalist Anselm Lippisch (1892–1971), lebte 1919–1922 in Jamlitz
- Ernst Müller-Braunschweig (1860–1928), Bildhauer, lebte ab 1919/20 in Jamlitz
- Paul Schröder (1874–1963), Architekt, um 1920 Ferienhaus in Jamlitz, 1945–1963 Hauptwohnsitz in Jamlitz
- Erich Seiffert (1898–1944), Maler, Innenarchitekt, Kupferstecher, Schwiegersohn von Walter Kühne, lebte 1935–1944 in Jamlitz